# Суцос, Скарлатос
Скарла́тос Су́цос (греч. Σκαρλάτος Σούτσος; 1806, Бухарест, Дунайские княжества — 1887, Афины, Греческое королевство) — греческий генерал и министр 19-го века.

## Биография
Родился в 1806 году в семье последнего фанариота господаря Валахии Александра Суцу.
Учился в военном училище в Мюнхене на стипендию короля Баварии Людвига I.
В 1828 году, в период революции, прибыл в Грецию, где был зачислен в артиллерию. Сведений о его участии в боях в последние годы войны не сохранилось.
Когда Иоанн Каподистрия принял правление Грецией, Суцос был назначен преподавать артиллерию, как дисциплину, в только что созданное Военное училище эвэлпидов.
В Греческом королевстве в 1837 году был назначен одним из адъютантов короля Оттона I и оставался на должности вплоть до 1844 года:410.
С 1853 по 1854 годы был военным министром:137.

## В годы Крымской войны
Новость о русско-турецкой войне, преподанной как война за православие, вызвала в Греции энтузиазм и военную атмосферу. Присоединение провинций, оставшихся за пределами Греции, встало на повестку дня. Для многих ветеранов Освободительной войны 1821—1829, Родина оставалась по ту сторону границы. Одновременно слухи о вытеснении православия из «Святой Земли», в пользу католиков, а также о опасностях, угрожающих Вселенскому патриархату, умножали милитаристские настроения среди православных греков.
Россия усиливала эту атмосферу, через неопределённые обещания своих официальных лиц греческим политикам, поскольку вступление Греции в войну создавало отвлекающий фронт. Хотя король и почти все члены правительства были сторонниками войны, официального вступления в войну Греции не последовало. Но король и правительство не стали чинить препятствий для ведения негласной войны. Иррегулярные отряды из Греции, вместе с якобы мятежными частями армии, вторглись в османские провинции и при поддержке местных греческих военачальников подняли восстания:468.
Тщетно греческие послы в Париже, Лондоне и Константинополе и немногие министры, осознавая международную обстановку, предупреждали о опасности и абсурдности этой политики.
Веря своей тёте, княгине Софии, Оттон полагал, что Австрия благосклонно согласится на присоединение Фессалии к Греции. Оттон не осознавал, что Британия и Франция будут противодействовать всеми силами изменению границ в ущерб Османской империи, также как и игнорировал присутствие флотов двух держав в Архипелаге:133.
Эта политика делала Грецию единственной среди всех европейских стран союзницей России, против альянса (Великобритания, Франция, Османская империя и Сардинское королевство), который косвенно поддерживала Австрия. Так, при неофициальной поддержке Греции, откуда непрерывно шли бойцы и оружие, в восстание были вовлечены Эпир, Македония и Фессалия.
15 января 1854 года восстание охватило юг Эпира и застигнутые врасплох османские силы укрылись в городах Арта и Превеза. Сюда подошли С. Караискакис, и Д Гривас, «дезертировавшие из армии», под благословение военного министра Суцоса:134. За ними последовали и другие ветераны и молодые офицеры, такие как К. Тзавелас и др.:469.
Фессалия восстала одновременно с Эпиром. Партизанские отряды вошли на османскую территорию из греческого города Ламия, с боеприпасами, которыми их обеспечил начальник жандармерии, согласовавший свои действия с Суцосом, и начали боевые действия против албанских гарнизонов. В Македонии восстало греческое население областей Гревена, Халкидики и Олимпа. Здесь восстание возглавили ветераны Освободительной войны Т. Зиакас и Т. Каратассос:470.
Ни давление британского посольства, ни османский ультиматум, не смогли убедить Оттона прекратить поддержку повстанцам. Оттон и королева Амалия «потеряли связь с действительностью, не осознавали реальные возможности страны, её пределы в внешней политике и возможные последствия»:471.
По истечении срока ультиматума, османы прервали дипломатические отношения с Грецией. Но Оттон, как пишет современный историк П. Папагеоргиу, находился под влиянием группы «ястребов», в которой первым он упоминает военного министра Скарлатоса Суцоса:472.
Греция шла к конфликту с Британией и Францией. Посольства двух стран известили Оттона, что их военные корабли будут производить досмотр судов и конфискацию оружия и боеприпасов. 10 апреля Британия объявила о намерении вмешаться, подразумевая угрозу будущему монархии Оттона. Англичане и французы заявили также, что они силой удовлетворят свои финансовые претензии касательно выплаты предыдущих займов:135. Несмотря на все предупреждения, Оттон был в недоумении и растерянности, когда 13 мая 1854 года французские военные корабли вошли в Пирей и высадили 2 тысячи солдат, а затем британский полк.
14 мая Отон провозгласил нейтралитет Греции в «Восточной войне» и прекращение деятельности партизанских отрядов:472.
Одновременно Оттон был вынужден сформировать новое правительство, которое возглавил Александр Маврокордатос. Суцос был отправлен в отставку.

## При датской династии
Как пишет современный английский историк Д. Дакин, при восхождении на трон Греции короля Георга I, «русские постарались приблизить полковника Суцоса к новому двору, в качестве великого церемониймейстера»:156. Суцос был назначен на этот пост в 1864 году.
Во время Критского восстания 1866 года, Суцос, вместе с Спиридоном Спиромилиосом был послан с войсками на северную границу королевства, ожидая приказа о начале военных действий против Османской империи:173.
В 1869 году вновь стал военным министром:293. Впоследствии был назначен командующим армии восточной Средней Греции.
В 1878 году, при вступлении греческой армии в Фессалию, в звании генерал-майора, был во главе экспедиционного корпуса. Позже был повышен в звание генерал-лейтенанта и стал Генеральным инспектором армии.
Умер в Афинах в 1887 году.

## Убийства в Дилеси

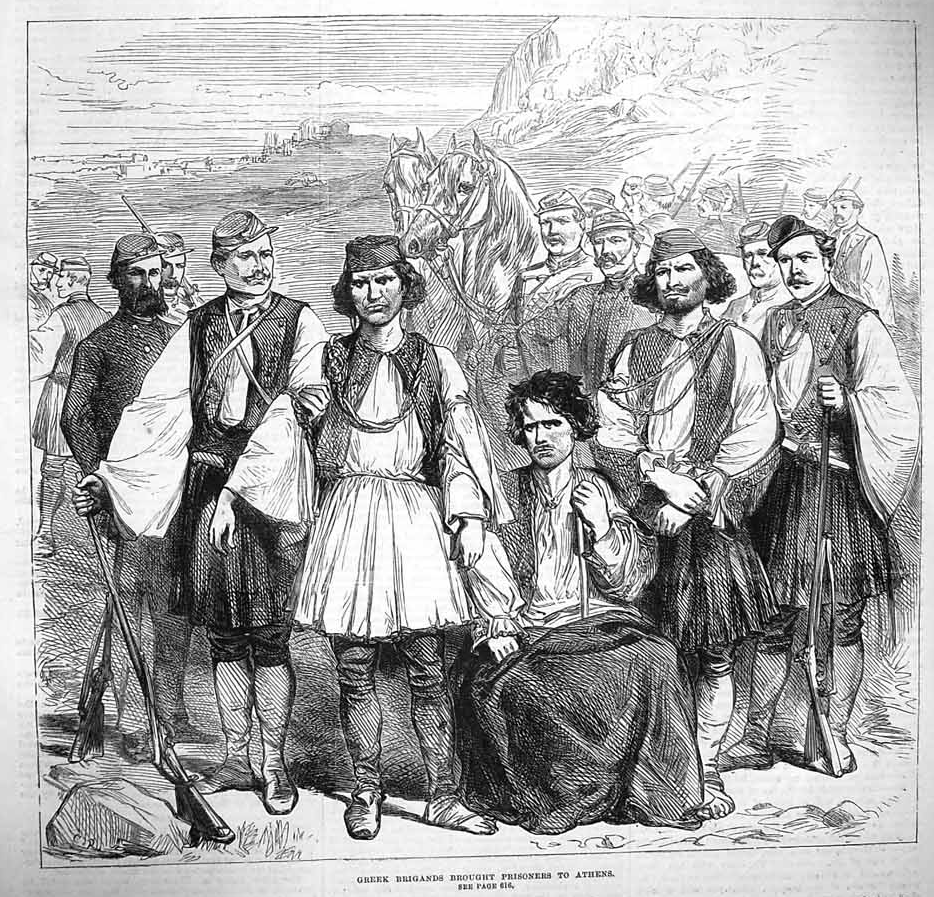
Бандиты, ответственные за убийства в Дилеси, доставлены в Афины. Из The Illustrated London News

В 1870 году, когда Скарлатос Суцос был военным министром, Грецию потряс эпизод в Дилеси. Явление разбоя было актуально для греческого государства в первые 50 лет после его воссоздания и преследование разбойников было одной из главных задач, как жандармерии, так и армии.
В марте 1870 года группа британских туристов-аристократов подверглась нападению разбойников в Пикерми, недалеко от Афин. Отпустив часть заложников, разбойники удерживали четырёх, требуя выкуп в 50 тысяч английских фунтов. Британское посольство считало, что условие следует принять. Скарлатос Суцос был категорически против ведения переговоров с разбойниками. Операция армии завершилась трагедией. Разбойники убили заложников. В бою также погибли 10 солдат.
В дальнейшем разбойники были взяты в плен и были осуждены.
Но после этого эпизода, получившего широкую огласку за рубежом, правительство Тразибула Заимиса, включая военного министра Скарлатоса Суцоса, подало в отставку. Кроме этого, Скарлатос Суцос был обвинён оппозицией Э.Делигеоргиса и оппозиционной прессой, как ответственный за убийства, поскольку разбойники тех лет имели контакты с крупными землевладельцами. Суцос имел большие земельные угодия в Аттике. Личные нападки на Суцоса стали причиной дуэли, где он тяжело ранил полковника Π. Коронеоса.

## Брак и дети
Жена — Элпида Кантакузину (греч. Ελπίδα Καντακουζηνού), дочь российского дворянина греческого происхождения Александра Кантакузена.
- Сын — Димитриос Суцос, мэр Афин в 1879-1887 гг.
- Дочь — Элиза Суцу (1837—1887), переводчица, замужем не была, детей не оставила, умерла от болезни сердца, на похоронах присутствовали премьер-министр Греции Харилаос Трикупис и министр иностранных дел Стефанос Драгумис